# Zygosepalum
Zygosepalum es un género con ocho especies de orquídeas originarias de Brasil. 

## Características
Es un género nativo del norte de Suramérica. Se caracteriza por ser una planta epífita con rizomas y pseudobulbo ovoide con cuatro grandes hojas apicales. La inflorescencia es un racimo lateral con una o pocas flores con similar número de pétalos y sépalos con una cresta entera o dividida en tres lóbulos en la  base. 

## Evolución, filogenia y taxonomía
Fue propuesto por Heinrich Gustav Reichenbach en 1859, publicado en Nederlandsch Kruidkundig Archief. Verslangen en Mededelingen der Nederlandsche Vereeniging Botanische 4: 330. Zygosepalum kegelii (Rchb.f.) Rchb.f., anteriormente descrita e incluida en el género Zygopetalum es su especie tipo.

## Etimología
El nombre del género proviene del griego zygon, pareja o yugo, y sepalon, sépalo. En referencia a la fusión de la base de los sépalos en sus flores.

## Especies deZygosepalum
- Zygosepalum angustilabium (C.Schweinf.) Garay (1973)
- Zygosepalum ballii (Rolfe) Garay (1967)
- Zygosepalum kegelii (Rchb.f.) Rchb.f.  (1863) - Especie tipo
- Zygosepalum labiosum (Rich.) C. Schweinf. (1967)
- Zygosepalum lindeniae Rolfe) Garay & Dunst.  (1965)
- Zygosepalum marginatum Garay (1967)
- Zygosepalum revolutum Garay & G.A. Romero (1999)
- Zygosepalum tatei (Ames & C. Schweinf.) Garay & Dunst.  (1972)